# Peter Maes
Pour les articles homonymes, voir Maes.
Peter Maes, né le 1er juin 1964 à Schoten en Belgique, est un footballeur et entraîneur belge qui joue au poste de gardien de but. 

## Carrière d'entraîneur

### KV Malines
Il entraîne de 2006 à 2010 l'équipe du FC Malines. Il permet lors de sa toute première saison au club malinois de ramener celui-ci en division 1 via le tour final.  La 1ere saison en division 1 de Peter Maes en tant qu'entraîneur est plus qu'honorable, le club malinois finissant à une belle 13e place.  Il fait mieux la saison suivante (2008-2009), le club finissant 10e.  La 3e saison de Peter Maes au FC Malines est la plus aboutie, le club finissant à une belle 7e place, à 2 points de la 6e place, où cette saison était la 1ere édition avec le système des Playoffs. Pour cette 1ere participation en PO2, le FC Malines finira 1er avec le KVC Westerlo mais ne sera pas qualifié pour la finale des PO2 à cause d'une moins bonne différence de buts.

### KSC Lokeren
En mai 2010, Roger Lambrecht, président du KSC Lokeren, l'attire aux commandes de son équipe. Il succède à Emilio Ferrera et l'accord porte sur une durée de  quatre saisons.  Il remporte avec le club 2 fois la coupe de Belgique (en 2012 et en 2014).

### KRC Genk
Le 27 mai 2015, après 5 ans au KSC Lokeren, Peter Maes signe un contrat de 3 ans au  KRC Genk et succède à l'écossais Alex McLeish.  Il qualifie le club limbourgeois pour les PO1 en finissant à la 5e place lors de la phase classique.  Il permet ensuite au club de disputer le barrage européen contre le Sporting de Charleroi en finissant 4e des PO1.  Si son club perd le match aller 2-0 à Charleroi, il renverse complètement la situation au match retour avec une victoire écrasante de 5 buts à 1 et permet à Genk de participer au 2e tour de qualification de la Ligue Europa. 
Il est limogé du club limbourgeois le 25 décembre 2016 malgré de bons résultats en coupe d'Europe et en coupe de Belgique mais une 9e place en championnat avec 25 points en 19 rencontres.

### De retour à Lokeren
Il revient le 10 août 2017 au KSC Lokeren, en remplacement de Rúnar Kristinsson.  Il a signé pour 3 saisons.  Il permet, lors de la saison 2017-2018, de maintenir le club en finissant à la 13e place et le qualifie pour les PO2.  Dans ce mini-championnat, il permet au club de disputer la finale des PO2 contre Zulte-Waregem, qu'il perdra aux tirs au but.
Le 28 octobre 2018, Peter Maes est limogé du club après un début de saison manqué (le club étant dernier ex æquo avec le Royal Excel Mouscron et Zulte-Waregem avec 6 points en 12 matches).

### Lommel SK
Le 17 octobre 2019, il devient le nouvel entraîneur de Lommel SK, actuellement avant-dernier du championnat de D1B.
Il remplace l'Islandais Stefán Gíslason.
Malgré le maintien acquis en D1B, Peter Maes n'est pas prolongé par le club, son contrat prenant fin le 30 juin 2020.

### Saint-Trond VV
Le 7 décembre 2020, il est nommé entraîneur principal de Saint-Trond, en remplacement de Kevin Muscat.
Il y a signé un contrat jusqu'en 2023.
Il réussit sa mission de maintenir le club trudonnaire en D1A en finissant 15e.

### Beerschot VA
A la surprise générale, Peter Maes décide de quitter Saint-Trond et signe le 20 mai 2021 au K Beerschot VA, en remplacement de Will Still.
Le 15 septembre 2021, il est démis de ses fonctions suite un début de championnat manqué (dernier au classement avec 1 point en 7 matches).

### Willem II Tilburg
Le 16 septembre 2023, soit 2 ans club (à la suite notamment de l'inculpation dans le football gate), Peter Maes est nommé comme nouvel entraîneur de Willem II Tilburg, en Championnat des Pays-Bas de football de deuxièmedivision.  Il aura pour mission de ramener le club en Eredivisie.

## Palmarès d’entraîneur
- Vainqueur de la Coupe de Belgique 2012 et 2014 avec KSC Lokeren
- Finaliste de la Supercoupe de Belgique 2012 et 2014 avec KSC Lokeren

## Distinctions personnelles
- Entraîneur de l'année en 2014.